# Platypalpus albistylus
Platypalpus albistylus är en tvåvingeart som beskrevs av Chvala 1989. Platypalpus albistylus ingår i släktet Platypalpus och familjen puckeldansflugor. Inga underarter finns listade i Catalogue of Life.